# Palazzo Nikolaevskij

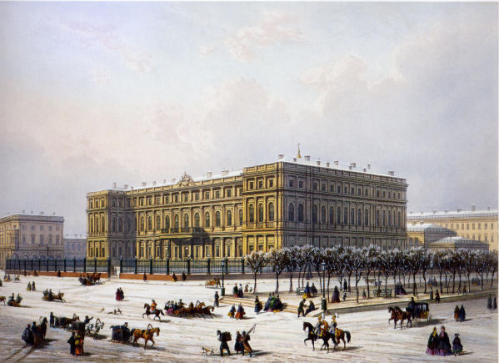
Il palazzo nel 1861

Palazzo Nikolaevskij 8in russo Николаевский дворец?, Nikolaevskij dvorec), noto anche come palazzo di Nicola, è un palazzo di San Pietroburgo che si trova in Ploščad' Truda, all'angolo con il Konnagvardeskij Bulvard, non lontano dalla Nuova Olanda. Fu progettato da Andrej Stackenschneider per il figlio dell'imperatore Nicola I, il granduca Nicola il Vecchio. 

## Storia e descrizione
Il palazzo era parte di un grande complesso composto anche da una chiesa palatina, un maneggio ed altri edifici separati dall'antistante Piazza del Lavoro da una cancellata in ghisa. Nel 1894 la struttura ritornò alla corona che la trasformò nell'Istituto Xenia per giovani Nobildonne (in russo: Kseninskii institut blagorodnykh devits, Ксенинский институт благородных девиц). Viene descritto da E.M. Almedingen nelle sue memorie:
I bolscevichi gli mutarono nome in Palazzo del Lavoro (Dvorets Truda, Дворец труда) e ne fecero la sede dei sindacati, che distrussero parte delle decorazioni interne eclettiche per adattarlo alle loro esigenze. A partire dal 2004, i sindacati hanno affittato una grande parte della struttura ad imprese commerciali come uffici.